# پرنومیا
پرنومیا (به ایتالیایی: Pernumia) یک کومونه در ایتالیا است که در استان پادووا واقع شده‌است.

## خصوصیات
پرنومیا ۱۳٫۲ کیلومترمربع مساحت و ۳٬۷۵۶ نفر جمعیت دارد و ۹ متر بالاتر از سطح دریا واقع شده‌است.